# Liessel
Liessel (dialect Lijssel) is een kern en voormalige grondheerlijkheid in de gemeente Deurne, in de Nederlandse provincie Noord-Brabant.

## Geologie, geomorfologie en landschap
Even ten oosten van Liessel ligt een breukzone, behorende tot de Peelrandbreuk, die op enkele plekken bij het dorp aan de oppervlakte zichtbaar is.
Het huidige dorp Liessel ligt op een dekzandrug langs de Astense Aa. Dit dorp ontstond bij een kapel te midden van enkele middeleeuwse gehuchten, zoals Loon (oudste vermelding 1340). De oudste, onregelmatige ontginningen liggen op deze dekzandrug. Over de dekzandrug liep de enige weg om de moerassige Peel in noord-zuidrichting veilig te passeren.
Oostelijk van de dekzandrug vinden we de natte ontginningen van de Peel, nu deels als natuurgebied beschermd (zoals de Deurnsche Peel, alsmede de droge naaldbossen op voormalige zandverstuivingen en heidevelden. Voorbeelden daarvan zijn de Dennendijkse Bossen en de Galgenberg.
Bij Liessel vloeit de uit de Deurnese Peel afkomstige Soeloop samen met de Astense Aa. Naar het westen voert de weg naar Vlierden door het voormalige landgoed de Beelsfundatie naar het beekdalreservaatje "de Berken".

## Geschiedenis

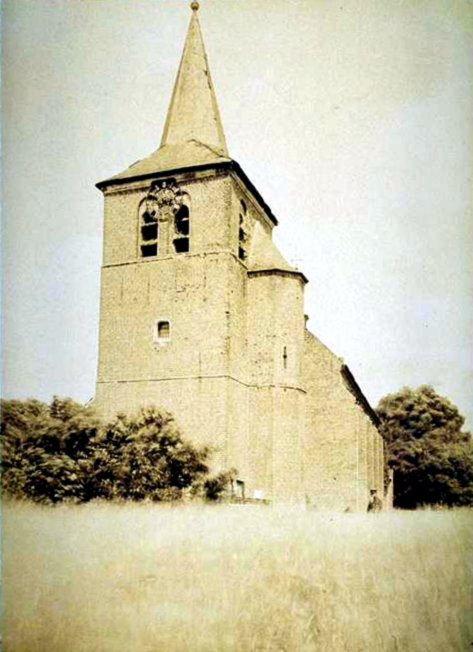
De voormalige Sint-Hubertuskapel, toen Sint-Willibrorduskerk, te Liessel in 1890.

In de steentijd, duizenden jaren voor Christus, woonden er te Liessel al mensen op een hoge zandrug in de omgeving van het huidige Leegveld. Een nederzetting uit de vroege ijzertijd (800-400 voor Christus) werd in het najaar van 2010 opgegraven in het middeleeuwse gehucht Loon, tussen de Hoofdstraat en bedrijventerrein Willige Laagt.
De oudste vermelding van de naam Liessel dateert uit 1312. In een akte uit 1420 is sprake van een kapel. Vermoedelijk was deze gewijd aan Hubertus, de beschermheilige van de jacht, en stond de Sint-Hubertuskapel toen al op de plek waar tot in 1901 een kapel stond.
Liessel deed enkele malen een poging zelfstandigheid te verwerven. Op 22 april 1678 werd Liessel door de Staten-Generaal van de heerlijkheid Deurne tot een aparte heerlijkheid verheven. De jurisdictie over Liessel bleef echter in handen van de heer van Deurne, waardoor Liessel een grondheerlijkheid werd. Als laatbank over de eigen bezittingen werd de hof Ten Velde in Deurne aan de grondheerlijkheid verbonden. In de literatuur wordt niet zelden de foutieve aanduiding Liesselt gebruikt.
Het Blokhuis in de buurschap Sloot vormde een afzonderlijk leengoed ten opzichte van de grondheerlijkheid. Beide lenen verkeerden vanaf de 17e eeuw in verschillende handen. Tussen de kasteelheren van het Blokhuis en de officiële heren van de grondheerlijkheid Liessel ontstonden regelmatig twisten over het gezag in Liessel.
Ook een poging aan het einde van de 19e eeuw voor een zelfstandige gemeente "Liessel en Neerkant" strandde. Toen aan het begin van de 20e eeuw vele kleinere gemeenten, zoals Vlierden, werden opgeheven, was de kans verkeken. De enige zelfstandigheid die Liessel had gekregen, was de oprichting van een eigen parochie in 1851 (St. Willibrordus-parochie), en de stichting van een nieuwe kerk (1901), een klooster, en een school. Op de plek van de vroegere Hubertuskapel (in 1851 verheven tot Willibrorduskerk), afgebroken in 1903, werd het patronaatsgebouw gebouwd. Dat staat nu bekend als gemeenschapshuis de Kastanje.

## Bezienswaardigheden

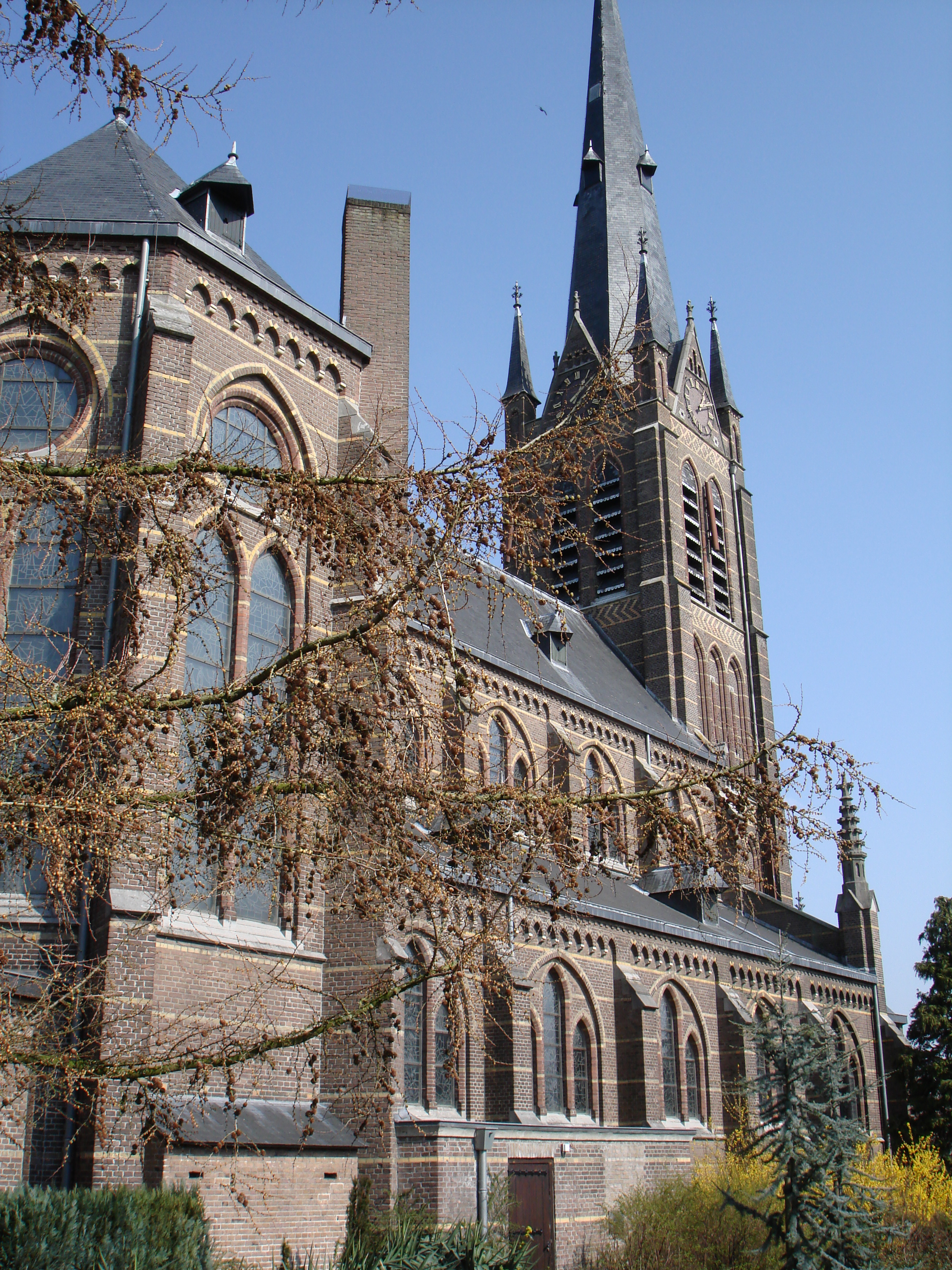
Willibrorduskerk

- Aan de Hoofdstraat staat De Volksvriend, een ronde stenen beltmolen uit 1903 die geheel is gerestaureerd.
- De Willibrorduskerk[5] is een neogotische kerk uit 1901 van Caspar Franssen. De glas-in-loodramen zijn na de Tweede Wereldoorlog vervaardigd door Pieter Wiegersma. Ook zijn er neogotische altaren uit houtsnijwerk van de hand van de Roermondse kunstenaar Jozef Thissen.
- Aan de Molenweg staat de Sint-Hubertuskapel uit 1984.

Zie ook
- Lijst van rijksmonumenten in Liessel
- Lijst van gemeentelijke monumenten in Liessel

## Economie
Liessel dreef lang op landbouw en vervening, terwijl een deel van de beroepsbevolking als werkforens elders werkzaam was. Pas na de Tweede Wereldoorlog ontstond er eigen industrie. Zo kreeg het agrarische Liessel in 1954 een kalkzandsteenfabriek, een initiatief van de Gebr van den Brink uit Laren (Noord-Holland). Deze kochten 20 ha gemeentegrond en 15 ha. particulier terrein op de Hoogdonk. Deze fabriek was tot 2006 de enige van Noord-Brabant,sindsdien is er ook een in Oosterhout. De fabriek in Liessel stond bekend onder de naam Hoogdonk en is in het verleden overgenomen door de Duitse groep Xella. Sindsdien heet de fabriek Xella Hoogdonk. Het voor de fabricage van kalkzandsteen geschikte zand wordt hier gewonnen uit thans circa 30 ha grote putten net achter de Peelrandbreuk tot een diepte van circa 30 meter. Verder kreeg Liessel onder meer een vestiging van de confectiefabriek Leco te Helmond dat na een dreigende sluiting en overplaatsing van de productie naar het hoofdbedrijf in 1974 bezet werd. In 1978 volgde alsnog de definitieve sluiting.  

## Historische misvattingen

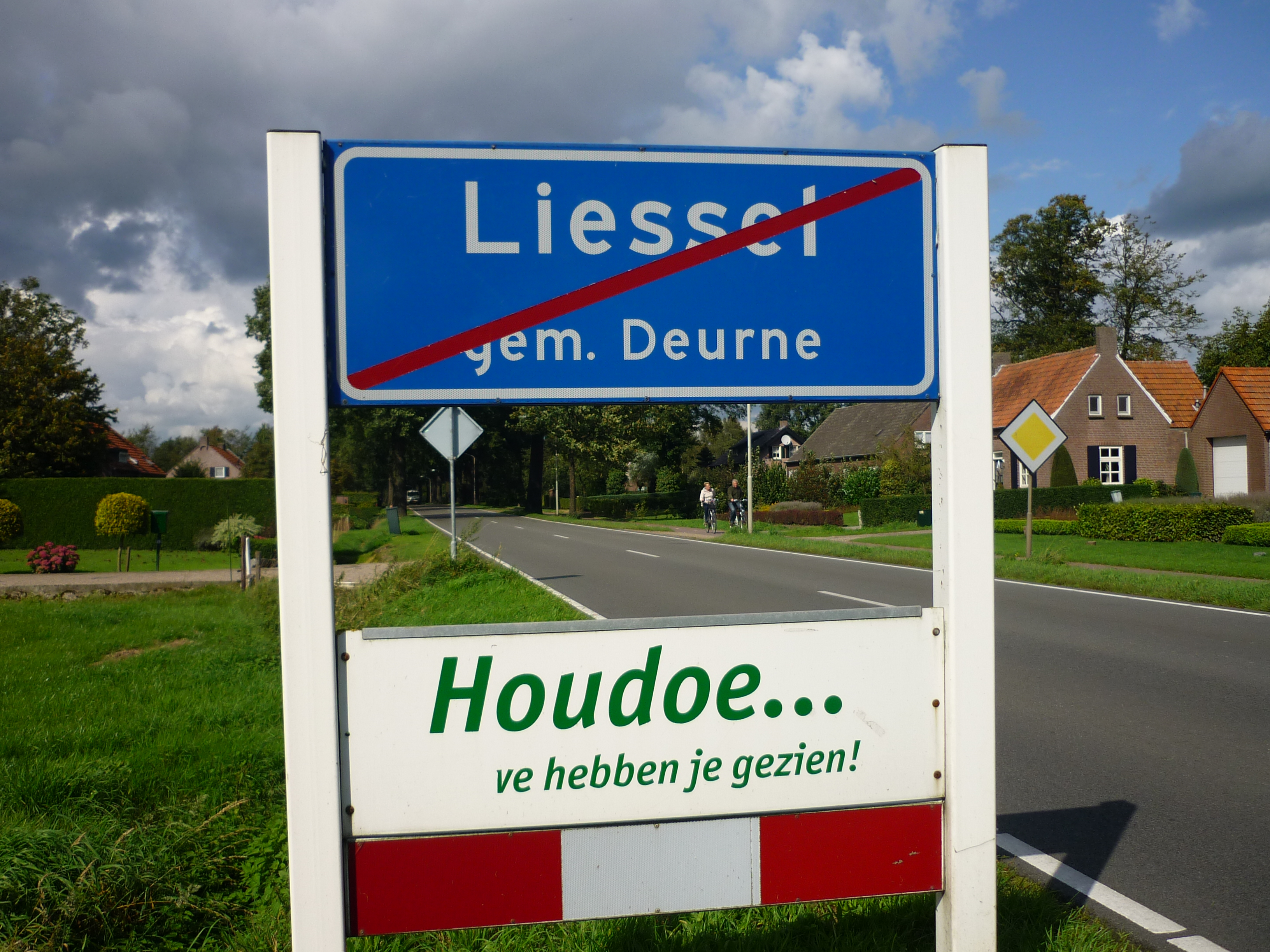
Plaatsnaambord met motto Houdoe, we hebben je gezien

Informatie die in literatuur als Reizen door de Oude Peel (geschreven door Theo Janssen, een amateur-historicus uit Sevenum) en op sommige websites voorkomt, zoals ware het Blokhuis (kasteeltje uit de 16e eeuw) en een gilde (15e eeuw) aanwijzingen voor een nederzettingspatroon in de 8e eeuw, is vatbaar voor ernstige twijfel en wetenschappelijk niet houdbaar. Het is vooralsnog onbekend hoe Liessel er in de 8e eeuw uitzag en of de nederzetting toen wel bestond. Uit de bovenstaande feiten mogen we dat in elk geval niet afleiden. Ook de vermelding op websites en een informatiebord in het dorp dat Liessel al in het jaar 711 genoemd zou worden, rust op een misverstand. De betreffende oorkonde stamt uit de periode 712-714 en betreft met aan zekerheid grenzende waarschijnlijkheid Diessen, niet Liessel.

## Trivia
- Het officieuze motto van het dorp is we hebben je gezien, te lezen op een bordje onder het plaatsnaambord. De leus verwijst naar een (zogenaamde) eigenschap waarom de Liesselnaren in de regio bekendstaan: vanuit huis alles op straat in de gaten houden, desnoods door de gordijnen opzij te schuiven.

## Nabijgelegen kernen
- Deurne, Neerkant, Asten, Griendtsveen, Helenaveen